# Arnaldo dos Santos Campos Coelho
Arnaldo dos Santos Campos Coelho (15 de dezembro de 1932 — 7 de julho de 2015) foi um naturalista, pesquisador, zoólogo, paleontólogo e malacólogo brasileiro.
Ingressou no Museu Nacional no ano de 1956, trabalhando no Departamento de
Invertebrados. Foi diretor deste mesmo museu entre os anos de 1990 e 1993.

## Reconhecimentos
- Medalha Comemorativa dos 150 anos da Fundação do Museu Nacional (1968);
- Medalha Dom Luiz de Vasconcellos e Souza, comemorativa dos 200 anos de criação da Casa de História Natural (1979);
- Medalha Comemorativa dos 30 anos de fundação do Conselho Nacional de Desenvolvimento Científico e Tecnológico (1981);
- Professor Emérito da Universidade Federal do Rio de Janeiro (1999);
- Medalha de Honra ao Mérito da Sociedade Brasileira de Malacologia (1999).